# Новогребенщиково (Здвинский район)
Новогребенщиково — деревня в Здвинском районе Новосибирской области. Входит в состав Алексеевского сельсовета.

## География
Площадь деревни — 16 гектаров.

## Население
| 2002 | 2007 | 2010 |
| ---- | ---- | ---- |
| 124  | ↘102 | ↘72  |

## Инфраструктура
В деревне по данным на 2007 год функционирует 1 учреждение здравоохранения.